# Park Narodowy Patagonii (Chile)
Park Narodowy Patagonii (hiszp. Parque nacional Patagonia) – park narodowy w Chile położony w regionie Aysén, w prowincjach Capitán Prat (gmina Cochrane) i General Carrera (gmina Chile Chico). Został utworzony 25 października 2018 roku i zajmuje obszar 3045,28 km². Główną jego część stanowią dawne rezerwaty przyrody: Rezerwat Narodowy Lago Jeinimeni i Rezerwat Narodowy Lago Cochrane (Tamango), który w 2010 roku został zakwalifikowany przez BirdLife International jako ostoja ptaków IBA. Na wschód od niego znajduje się Park Narodowy Patagonii w Argentynie.

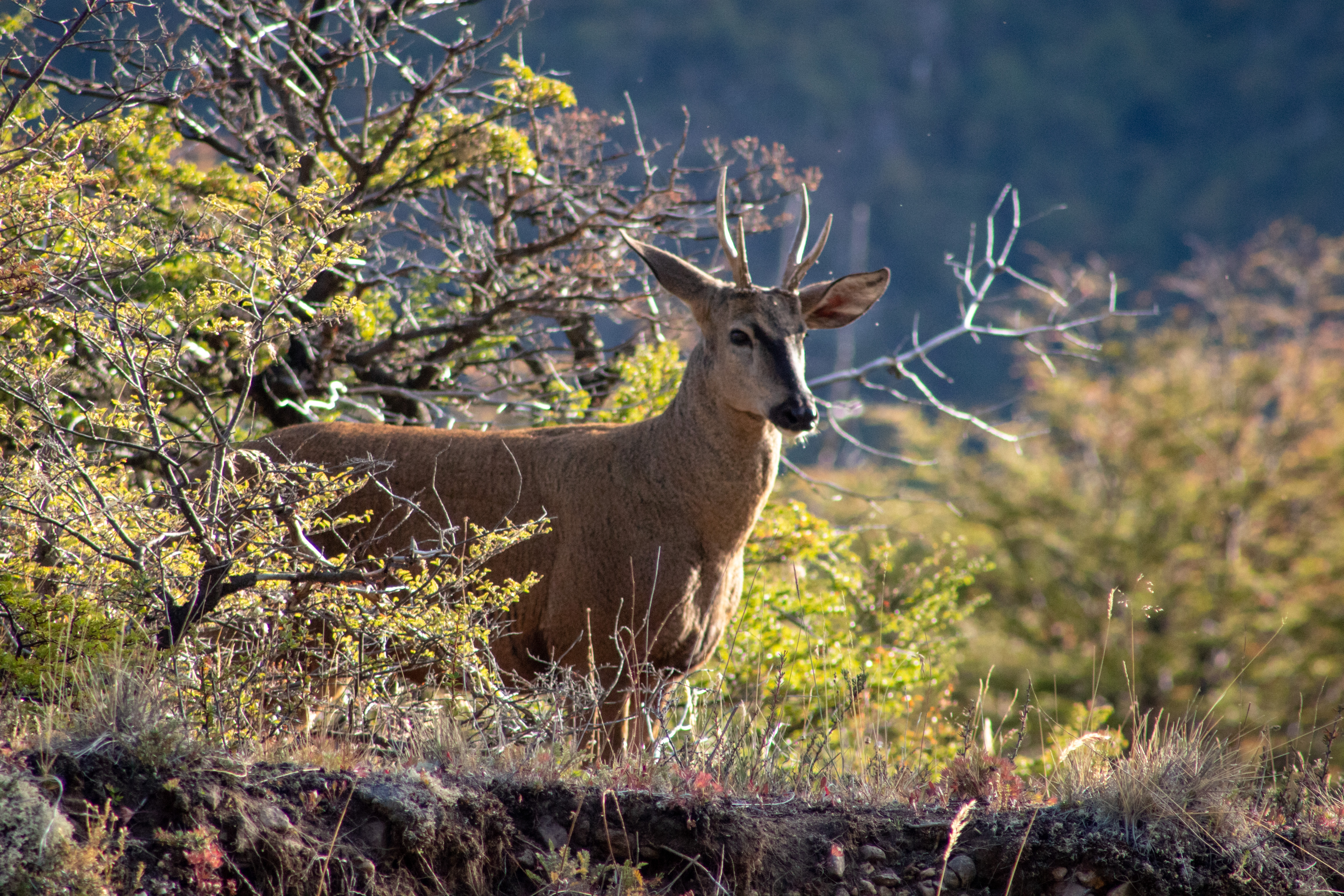
Zagrożony wyginięciem huemal chilijski

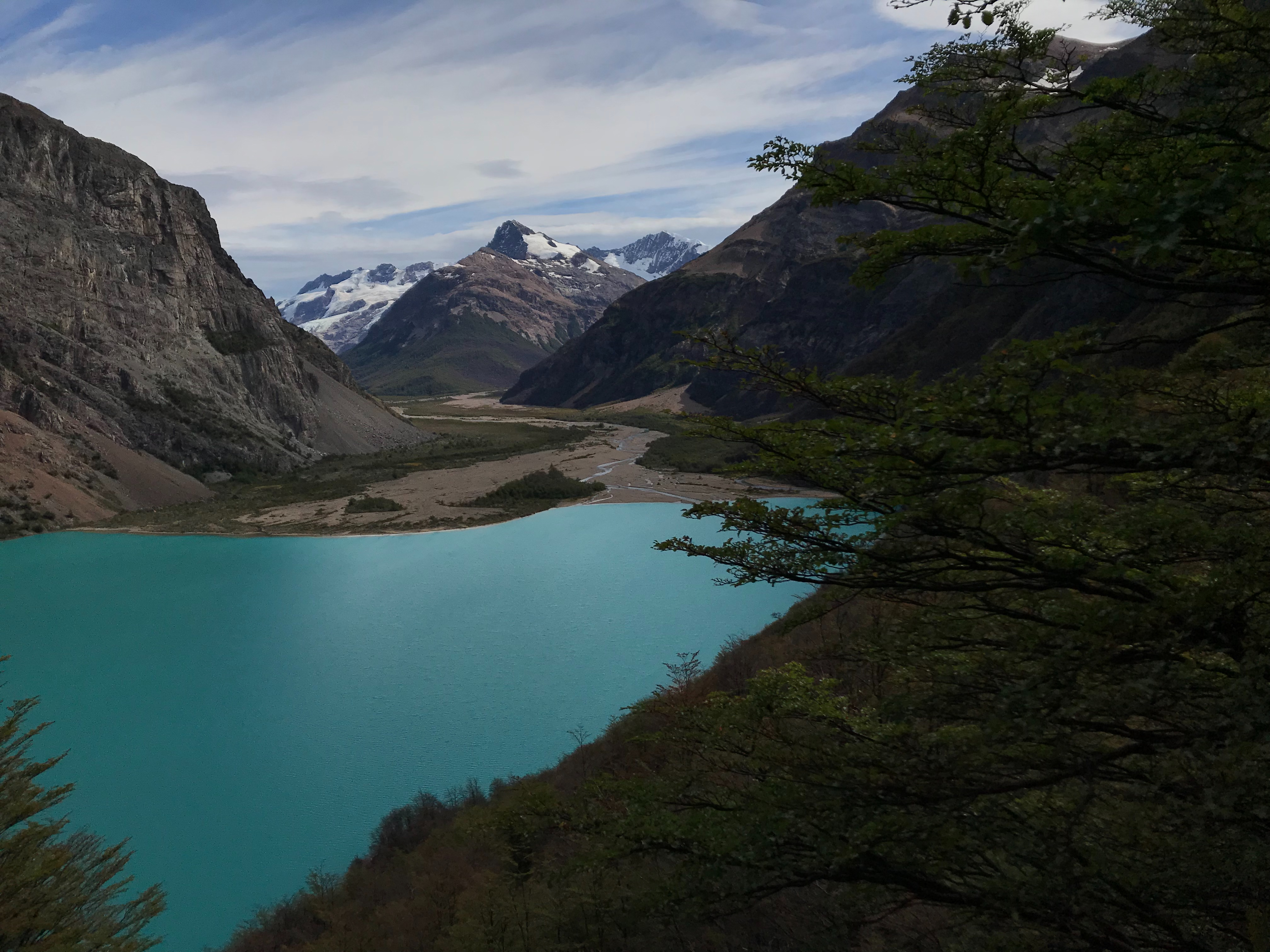
Jezioro Verde

## Opis
Park znajduje się po wschodniej stronie Andów, na północ od jeziora Cochrane, a na południe od jeziora General Carrera (Buenos Aires). Zachodnia część parku to zbocza Andów z dużą ilością lodowców, jezior i rzek. Wschodnia część to w większości równina, którą pokrywa patagoński step.

## Flora
Na wyżej położonych zboczach gór dominują łąki, gdzie rośnie głównie Nassauvia dentata i Senecio portalesianus. Niżej występuje las, który tworzą w większości Nothofagus pumilio, bukan chilijski, berberys bukszpanolistny, Pernettya mucronata, a także Nothofagus dombeyi.
Na stepie rośnie głównie Festuca pallescens, Acaena splendens, Mulinum spinosum, Azorella incisa, Azorella monatha, Chloraea alpina, Chloraea magellanica.

## Fauna
W parku występują ptaki takie jak m.in.: narażony na wyginięcie kondor wielki, aguja wielka, pustułka amerykańska, turko czarnogardły, lustrzynka, dzięcioł magellański, dzięcioł kreskowany, drozd falklandzki, starzykowiec południowy i krasnogonka krótkodzioba.
Ssaki żyjące w parku to m.in.: zagrożony wyginięciem huemal chilijski, gwanako andyjskie, wiskacza skalna, sierściak oliwkowy, puklerzyk różowy, skunksowiec patagoński, puma płowa, ocelot argentyński, gerbilomyszka pampasowa.